# 中国人民解放军海军第九七一医院
中国人民解放军海军第九七一医院，原名中国人民解放军第四〇一医院，位于青岛市，隶属中国人民解放军北部战区海军，是综合性三级甲等医院。

## 简介
1950年5月27日正式开院，其组织基础是从湖南北上的第四野战军后勤二分部第二兵站医院和第二野战军军部人员及第十师，院址设于青岛浮山所西北侧建于1938年的日本陆军病院旧址。1954年9月，命名为“中国人民解放军第四〇一医院”。1994年，被军委总部评为全军首批“三级甲等医院”。1995年，被授予国家级“爱婴医院”称号。1998年，被军委总部评为“为部队服务先进单位”，同年被指定为“海军计划生育优生优育技术中心”。2006年医院成立远程会诊中心，可与其他军队医院共享医疗资源。2012年，医院曾派员参与南苏丹维和任务。2018年10月1日，改名为“中国人民解放军海军第九七一医院”。
医院原隶属中国人民解放军海军，2004年9月转隶中国人民解放军济南军区联勤部。2004年9月，原中国人民解放军第一四一医院并入第四〇一医院，成为第四〇一医院北院区，位于青岛市李沧区；原中国人民解放军第四〇九医院（始建于1973年）转隶第四〇一医院，成为第四〇一医院崂山分院。2016年在深化国防和军队改革中，第四〇一医院转隶中国人民解放军北部战区海军后勤部。
截至2014年，医院有博士后工作站联合培养专业2个，特种医学博士培养点、硕士联合培养专业26个；拥有7个青岛市重点特色学科，9个济南军区专科中心，2个全军专科中心（全军手外科医学专科中心、 全军航海病医学专科中心），1个国家实验机构（国家药理实验机构），1个全军临床基地（全军临床药理基地），是国家首批器官移植准入医院。

## 历任领导
| 院长 …… - 方光荣（？—？） - 魏立（？—） | 政治委员 …… - 许成安（？—？） - 程翠宝（？—2014年） - 孙伟（2014年—） |

## 院区
医院有南院区、北院区、崂山分院三个院区：
- 南院区：位于市南区闽江路22号。
- 北院区：位于李沧区九水东路186号。
- 崂山分院：位于崂山区崂山路109号。